# Moacyr Ribeiro Briggs
Moacyr Ribeiro Briggs (* 10. Juli 1900 in Niterói; † 9. April 1968 in Rio de Janeiro) war ein brasilianischer Diplomat.

## Leben
Moacyr Ribeiro Briggs war der Sohn von Francisca Eduarda Ribeiro und Arthur Eduardo Raoux Briggs und heiratete Zenilda Novaes. Er studierte an der Universidade Federal Fluminense und war Bachelor of Laws der Universidade Federal do Rio de Janeiro. 1918 trat er in den auswärtigen Dienst des Itamaraty. Von 1938 bis 1941 war er Stellvertreter des Leiters der Abteilung Verwaltung im Itamaraty. Ab 1942 leitete er die Divisão de Organização e Coordenação des Departamento Administrativo do Serviço Público (DASP), die Öffentlichkeitsarbeit des Präsidenten. Am 18. August 1942 wurde ein von Ribeiro Briggs verfasster Bericht über eine Enquete-Kommission (Ernani Reis und Vasco Leitão da Cunha) zur Visavergabepraxis von Luís Martins de Souza Dantas, an Getúlio Vargas übergeben. Am 21. August 1942 erklärte Vargas den Achsenmächten den Krieg.
Später leitete Moacyr Ribeiro Briggs das DASP:
- Von 6. November 1945 bis 12. Dezember 1945 für José Linhares.
- Von 24. Februar 1961 bis 25. August 1961 für Jânio Quadros.
- Von 25. August 1961 bis 8. September 1961 für João Goulart.[2]

Von 17. September 1952  bis 1. August 1953 war er Botschafter in Karatschi. Von 18. November 1953 bis 24. September 1955 war er Botschafter in Asunción. Von 2. März 1959 bis 1960 war er Botschafter beim Heiligen Stuhl. Bis zu seinem Ableben saß er dem Instituto de Organização Racional do Trabalho im Bundesstaat Guanabara vor und wurde in dieser Funktion durch Engo Alím Pedro, Geschäftsführer der Fundação Getúlio Vargas, abgelöst.

## Veröffentlichungen
- O serviço público federal no decênio Getúlio Vargas